# وینچستر (حوزه سرشماری)، ویسکانسین
وینچستر (به انگلیسی: Winchester) یک منطقهٔ مسکونی در ایالات متحده آمریکا است که در شهرستان وینه‌بگو، ویسکانسین واقع شده‌است. وینچستر ۶۷۱ نفر جمعیت دارد و ۲۵۷٫۸۶ متر بالاتر از سطح دریا واقع شده‌است.